# 会津本郷温泉
会津本郷温泉（あいづほんごうおんせん）は、福島県大沼郡会津美里町六日町甲にある温泉。

## 泉質
- ナトリウム-塩化物・硫酸塩泉
  - 泉温　56.8℃

## 温泉地
向羽黒山城の近くにある阿賀川河畔に、日帰り温泉施設「湯陶里」が存在する。
かつては町営であったが、2021年（令和3年）4月を以って、民間譲渡された。

## アクセス
- 磐越自動車道 会津若松ICより車で30分。
- 磐越自動車道 新鶴SICより車で20分。
- JR只見線 会津本郷駅より南東へ徒歩約30分。